# Émery Duchesne
Émery Duchesne, né le 1er juin 1849 à Paris et mort à Ladevèze-Ville le 10 septembre 1935, est un peintre français.

## Biographie
Émery Duchesne est le fils d'Alphonse Duchesne, homme de lettres, et de Louise Victorine Léonie Lormeau.
Élève d'Alexandre Cabanel et de Léon Bonnat, il expose au Salon de 1870 à 1898.
En 1880, il épouse Marie Ismérie de La Mothe-Berthomé, Fernand Cormon et Auguste Dalligny sont témoins du mariage. Leur fille Marcelle Laurence Albertine se marie en 1902 dans le 17e arrondissement de Paris.

## Galerie

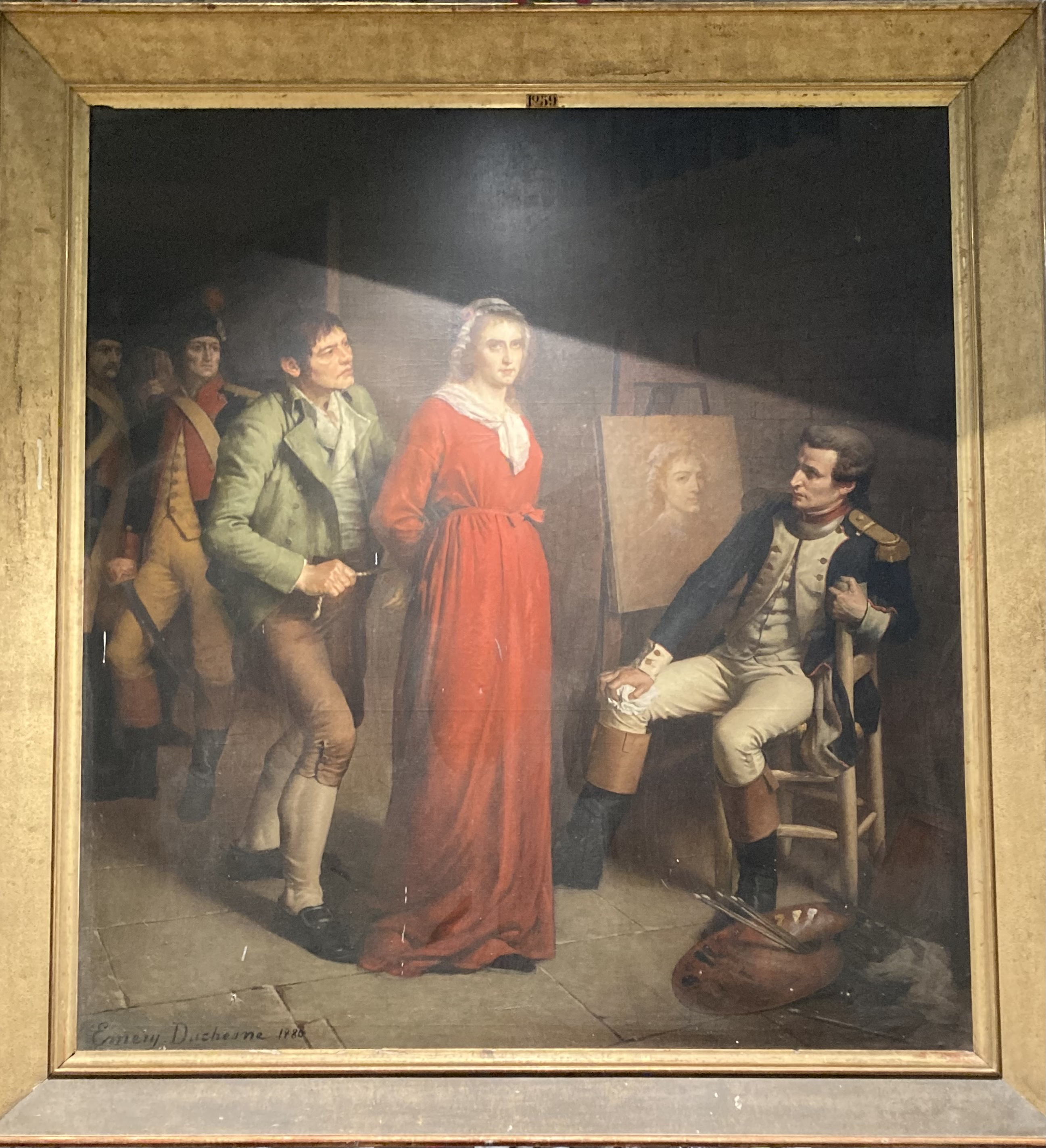
Charlotte Corday

## Œuvres exposées aux Salons parisiens
- Le Paralytique, au Salon de 1870
- Portrait de Mlle L. D., au Salon de 1870
- L'Écolière, au Salon de 1872
- Souffrance et amitié, au Salon de 1873
- Portrait de Mlle A. F., au Salon de 1875
- Portrait de Mlle Jane D., au Salon de 1876
- Portrait de Mlle L., au Salon de 1877
- Rêverie, au Salon de 1878
- Bella capriciosa, au Salon de 1879, faïence
- Portrait de M. G., au Salon de 1879
- Charlotte Corday, au Salon de 1880
- Portrait de Mme E. D., au Salon de 1882
- Portrait de Mme L. D., au Salon de 1882
- Portrait de Mme J. B., au Salon de 1885
- Portrait de Mme L. G., au Salon de 1886, panneau décoratif
- Portrait de Mlle Jeanne T., au Salon de 1887
- Portrait de Mme E. D., au Salon de 1887
- Marcelle ; portrait, au Salon de 1888
- Portrait de M. Mathieu, capitaine de vaisseau, au Salon de 1889
- Portrait de Mlle Cécile Mézeray, de l'Opéra-Comique, au Salon de 1889
- Portrait de Mme F., au Salon de 1895
- Portrait de Mlle J. F., au Salon de 1898, pastel
- Portrait de Mlle M. R., au Salon de 1898, pastel